# James Nesbitt
Pour les articles homonymes, voir Nesbitt.
William James Nesbitt, né le 15 janvier 1965 à Ballymena, en Irlande du Nord, est un acteur britannique, connu notamment pour son rôle principal dans La Loi de Murphy diffusée sur la BBC.

## Biographie
James Nesbitt est né à Ballymena, dans le comté d'Antrim en Irlande du Nord. Benjamin d'une famille de quatre enfants (il a trois sœurs plus âgées), il grandit à Coleraine où d'ailleurs il suit ses études universitaires. Et travaille, dans une fête foraine, au stand des autos tamponneuses.
Il étudie la langue française, à l'université de Coleraine, dans le but d'être professeur de français (à l'instar de ses sœurs), voulant suivre la voie de son père qui était directeur d'école. Parallèlement, il suit des cours de théâtre au Riverside Theatre.
À l'âge de 13 ans, ses parents l'inscrivent à une audition pour une petite représentation d'Oliver!. Il chante Bohemian Rhapsody et décroche le rôle Artful Dodger (vf:Le Renard). Nesbitt continue jusqu'à ses 16 ans à jouer des petites pièces comme celle-ci.
Abandonnant ses études, il part à Londres à l'âge de 18 ans avec l'appui de son père, et s'inscrit à la Central School of Speech and Drama, tout en faisant des petits travaux pour subsister.
Il commence alors à tourner des films, mais apparaît surtout à la télévision dans quelques séries (Cold Feet...) et gagne de nombreuses récompenses dans les années 2000 pour ses rôles à la télévision, tel que "The British Comedy Award for Best TV Comedy Actor".
En 2003, James Nesbitt joue un policier sous couverture dans La Loi de Murphy, une série télévisée qui obtient un beau succès et dure cinq saisons.
Côté vie personnelle, Nesbitt rencontre en 1989 l'actrice Sonia Forbes-Adam. Ils se marient en 1993, ont deux enfants, Peggy (née 1998) et Mary (née 2002), et vivent à Herne Hill, dans la banlieue de Londres.
En 2002, un tabloïd anglais publie les déclarations d'une secrétaire juridique certifiant l'avoir vu prendre de la cocaïne. D'autres déclarations ont été faites sur sa prétendue relation extraconjugale avec l'actrice Kimberley Joseph sur le tournage de Cold Feet. Ils divorcent en 2016.
Mais James Nesbitt est surtout réputé pour être l'ambassadeur international d'Amnesty International et de l'UNICEF. En juin 2003, il a été fait Docteur ès lettres honoris causa par l'université d'Ulster.

## Carrière
C'est à partir de 1985, que James Nesbitt commence à apparaître dans des petits rôles à la télévision. Ce n'est qu'en 1996, dans la série Ballykissangel, diffusée sur la BBC, qu'il devient célèbre. La même année, il tourne le pilote de la série Cold Feet avec Helen Baxendale. Mais le tournage de la série ne sera poursuivi qu'après l'obtention du Golden Rose of Montreux pour ce même pilote. En 2000, Il obtient la récompense du meilleur acteur de séries télévisées aux British Comedy Awards, récompense renouvelée en 2001 et 2003.
Ce n'est qu'en 1998, qu'il est mondialement reconnu pour son rôle de « Pig » Finn dans le film Vieilles Canailles et en 2002, pour son rôle de Ivan Cooper, sénateur protestant, dans le film Bloody Sunday de Paul Greengrass.
La série Cold Feet achevée, il endosse le rôle de Tommy Murphy, dans la série La Loi de Murphy (Murphy's Law). En 2005, il est récompensé en tant que meilleur acteur de télévision aux IFTA Award.
En septembre 2006, il tient le double role principal du docteur Jekyll et M. Hyde dans une nouvelle version de Jekyll. En 2009, il participe au clip The Day I Died de Just Jack.
En octobre 2010, le nom de James Nesbitt, est évoqué dans l’actualité à cause d’un rôle majeur qui lui serait attribué dans l'adaptation par Peter Jackson du roman de J. R. R. Tolkien, Le Hobbit. Quelques mois plus tard, sa présence dans la saga de Jackson est officialisée, dans le rôle du nain Bofur, membre de la compagnie de Thorin.
Ses deux filles, Peggy et Mary, apparaissent aussi dans les deuxième et troisième épisodes du Hobbit (La Désolation de Smaug et Histoire d'un aller et retour), jouant les rôles des deux filles de Bard.
Le 11 janvier 2016, il présente avec Kate Abdo la cérémonie du FIFA Ballon d'or 2015 à Zurich.

## Filmographie

### Cinéma
- 1985 : The End of the World Man : un policier
- 1991 : Hear My Song de Peter Chelsom : Fintan O'Donnell
- 1996 : Jude de Michael Winterbottom : Oncle Joe
- 1997 : Bienvenue à Sarajevo de Michael Winterbottom : Gregg
- 1997 : Jumpers : Gerald Clarke
- 1997 : This Is the Sea : Constable Hubert Porter
- 1997 : The James Gang : Graham Armstrong
- 1998 : Resurrection Man de Marc Evans : Ryan
- 1998 : Vieilles Canailles : « Pig » Finn '
- 1999 : Women Talking Dirty : Stanley
- 1999 : The Most Fertile Man in Ireland : Mad Dog Billy Wilson
- 2000 : Wild About Harry : Walter Adair
- 2001 : Lucky Break : Jimmy Hands
- 2002 : Bloody Sunday : Ivan Cooper
- 2004 : Millions de Danny Boyle : Ronnie Cunningham
- 2005 : Match Point de Woody Allen : Detective Banner
- 2009 : Five minutes of heaven de Oliver Hirschbiegel : Joe Griffin
- 2010 : Matching Jack de Nadia Tass : Connor
- 2011 : The Way de Emilio Estevez : Jack
- 2011 : Coriolanus de Ralph Fiennes : Sicinius
- 2012 : Le Hobbit : Un voyage inattendu : Bofur
- 2013 : Le Hobbit : La Désolation de Smaug : Bofur
- 2014 : Le Hobbit : La Bataille des Cinq Armées : Bofur

### Télévision
- 1991 : Boon
- 1991 : Les Aventures du jeune Indiana Jones (série télévisée) : Yuri
- 1992 : Covington Cross (série télévisée) : Humphrey
- 1992 : Comedy Playhouse
- 1993 : Love Lies Bleeding
- 1993 : Lovejoy
- 1993 : Between the Lines
- 1995 : Searching
- 1995 : Go Now (téléfilm) : Tony
- 1995 : Soldier Soldier
- 1997 : Common As Muck
- 1997 : Priest
- 1998 : Playing the Fiel
- 1998 : Ballykissangel
- 1998 : La Part du diable (téléfilm) : David Laney
- 1998 : Resurrection Man
- 1998 : Body Story
- 1998-2003 : Cold Feet : Amours et petits bonheurs (série télévisée) : Adam Williams
- 2001 : La Loi de Murphy (téléfilm) : Tommy Murphy
- 2003-2007 : La Loi de Murphy (série télévisée) : Tommy Murphy
- 2003 : The Canterbury Tales (série télévisée) : Nick Zakian
- 2003 : Tracteur Tom (série télévisée) : voix de Tom
- 2003 : The Boys from County Clare
- 2004 : Quite Ugly One Morning
- 2004 : Passer By
- 2004 : Wall of Silence
- 2005 : Big Dippers
- 2007 : Jekyll (série télévisée)  : Dr Tom Jackman
- 2007 : Fairy Tales (épisode : Cinderella) : Professor Hans M. Prince
- 2008 : The Passion (en) : Pilate
- 2010 : The Deep : Aux frontières des abysses (The Deep) (mini-série) : Clem Donnelly
- 2010 : Occupation (mini-série) : Mike Swift
- 2011 : Monroe (série télévisée) : Dr Gabriel Monroe
- 2014 : Babylon (série télévisée) : Richard Miller
- 2014 : The Missing (série télévisée) : Tony, le père d'Oliver
- 2016 : The Secret (série télévisée) : Colin Howell
- 2016-2019 : Lucky Man (Stan Lee's Lucky Man) (série télévisée) : Harry Clayton
- 2018 : Car SOS saison 6, épisode 1 (MG MGA) : Lui même
- 2021 : Bloodlands (série télévisée) : Tom Brannick
- 2021 : Stay Close (série télévisée) : Michael Broome
- 2025 : Tu me manques (série télévisé) : Calligan

## Théâtre
- 1987 – Up on the Roof, Theatre Royal, Plymouth
- 1989 – Hamlet, Guildenstern, Leicester Haymarket / Old Vic /tournée mondiale
- 1992 – Una Pooka, Aidan, Tricycle Theatre
- 1994 – Paddywack, Damien, Cockpit Theatre / Long Wharf Theatre
- 1994 – Darwin's Flood, Jesus, Bush Theatre
- 2005 – After Sun, Jimmy, Old Vic
- 2005 – Shoot the Crow, Socrates, Trafalgar Studios

## Distinctions

### Récompenses
- British Comedy Awards
  - 2000 : meilleur acteur de séries télévisées - Cold Feet
- Television and Radio Industries Club
  - 2002 : Drama TV Performer of the Year - Cold Feet
- British Independent Film Awards
  - 2002 : Best Performance by an Actor in a British Independent Film - Bloody Sunday
- Festival International du Film de Stockholm
  - 2002 : meilleur acteur  - Bloody Sunday
- Irish Film and Television Awards
  - 2003 : Best Actor in a TV Drama - Murphy's Law (La Loi de Murphy)
- National Television Awards
  - 2003 : Most Popular Comedy Performance - Cold Feet

### Nominations
- Screen Actors Guild Award
  - 1999 : Nomination SAG de la Meilleure distribution - Waking Ned Devine
- British Comedy Awards
  - 1999 : Nomination Best TV Comedy Actor - Cold Feet
  - 2001 : Nomination Best TV Comedy Actor - Cold Feet
- BAFTA Television Awards
  - 2002 : Nomination meilleur acteur - Bloody Sunday
- National Television Awards
  - 2004 : Nomination Most Popular Actor - The Canterbury Tales
- Irish Film and Television Awards
  - 2004 : Nomination Best Actor in a TV Drama - Wall of Silence
  - 2005 : Nomination Best Actor in Television - Murphy's Law (La Loi de Murphy)
  - 2007 : Nomination Best Actor in a Lead Role in Television - Murphy's Law (La Loi de Murphy)
- Golden Globe
  - 2008 : Nomination Golden Globe du meilleur acteur dans une minisérie ou un téléfilm - Jekyll
- Festival de la Rose d'Or
  - 2008 : Nomination Best Entertainer - Jekyll

## Doublage
Il est régulièrement doublé par Marc Saez et Loïc Houdré.